# Santiago Korovsky
Santiago Korovsky (Buenos Aires, 26 de febrero de 1985) es un actor, director, guionista y docente argentino. Es licenciado en Ciencias de la Comunicación Social por la Universidad de Buenos Aires y también cursó materias de Diseño de Imagen y Sonido en la Universidad de Buenos Aires.
Es conocido por crear, codirigir, escribir y protagonizar la serie de Netflix División Palermo, ganadora del Emmy Internacional a la Mejor Serie de Comedia en 2024.

## Trayectoria
Korovsky comenzó su carrera con el documental Salir a escena (2012), premiado en festivales internacionales en Colombia, México y Argentina. Luego dirigió cortometrajes como Pasión oriental, El año pasado en Mardelplá y  Myriam y Mauricio, además de la serie web  Algo de Carlos.
Como actor, participó en producciones como Casi feliz, Porno y helado, El reino, Tiempo libre y Periodismo Total, entre otras. 
En 2023, escribió, dirigió y actuó la comedia División Palermo producida por K&S Films y estrenada en Netflix, la cual rápidamente se convirtió en un éxito de audiencia y crítica.

### Premios y reconocimientos
En 2012, el documental Salir a escena recibió el Premio a la Mejor Película, Mejor Dirección y Mejor Guion en el Festival Internacional de Fusagasugá, (Colombia), el Premio al Mejor Documental en Potlatch Festival de Documental Universitario (México), el Primer Premio en el XIV Festival de Cine y Video Documental (Rosario, 2012), el Primer Premio temática “Discapacidad” en el Festival Voces Contra el Silencio (México), Primer Premio en la categoría Escuelas de Realización Audiovisual del Festival Latinoamericano de Rosario, y el Segundo premio en el Concurso Nacional de Documentales, del Ministerio de Educación de la Nación, Argentina.
División Palermo fue reconocida con el premio a la Mejor Comedia en la 52° edición de los Premios Emmy Internacionales, y también obtuvo siete galardones en los Premios Cóndor de Plata, entre ellos, el premio a Mejor Serie de Comedia, Mejor Dirección, Mejor Actor Protagonista en Comedia, Mejor Guion original, junto con un Premio Sur a la Mejor Serie de Ficción y un Premio Platino a Mejor Actor de Serie. Asimismo, la primera temporada se convirtió en un fenómeno en el país e ingresó en el Top 10 de series en Argentina durante 5 semanas.

### Relevancia social
La Organización de las Naciones Unidas citó a División Palermo como ejemplo de crítica a la inclusión simbólica en instituciones públicas, en el marco del debate sobre acceso a la justicia para personas con discapacidad.

## Filmografía
| Año       | Título                     | Notas                                        |
| --------- | -------------------------- | -------------------------------------------- |
| 2012      | Salir a escena             | Documental Director y productor              |
| 2013      | El año pasado en Mardelplá | Cortometraje Actor y director                |
| 2014      | Tiempo libre               | Serie web Actor                              |
| 2017      | Pasión oriental            | Cortometraje Actor, guionista y director     |
| 2017      | El Galán de Venecia        | Serie web Actor                              |
| 2018      | Mi obra maestra            | Largometraje Actor                           |
| 2018      | Re loca                    | Largometraje Actor                           |
| 2018      | All Inclusive              | Largometraje Actor                           |
| 2019      | Barrilete cósmico          | Miniserie de TV Actor                        |
| 2020      | Casi feliz                 | Serie de Netflix Actor                       |
| 2021      | El reino                   | Serie de Netflix Actor                       |
| 2023-2025 | División Palermo           | Serie de Netflix Actor, director y productor |

## Otros datos
Es hijo de la docente y escritora Liliana Maltz y sobrino de Ernesto Korovsky, guionista de telenovelas como Son amores, Sos mi vida y Graduados, entre otras.
Hasta los veintitrés años ha sido jugador de básquet federado en el Club Náutico Hacoaj.